# Память Меркурия (корвет, 1865)
«Память Меркурия» — 11-пушечный парусно-винтовой корвет Черноморского флота Российской империи.

## Описание корвета
Парусно-винтовой корвет водоизмещением до 880 тонн, длина судна составляла 50 метров, ширина 9,8 метра, осадка по сведениям из различных источников от 3,66 до 4 метров. На корвете была установлена двухцилиндровая горизонтальная паровая машина мощностью 382 номинальных л. с. и один гребной винт. Судно развивало наибольшую скорость до 8,5 узлов.
Данные о первоначальном вооружении корвета разнятся, по сведениям из одних источников оно состояло из девяти 36-фунтовых пушек № 1 и одного 1/4-пудового и одного 10-фунтового «единорогов», по другим из одной 36-фунтовой пушки № 1, восьми 36-фунтовых пушко-карронад и двух 10-фунтовых «единорогов». В 1871 году вооружение было заменено на два 6-дюймовых орудия на поворотных платформах и шесть 9-фунтовых орудий образца 1867 года, а к 1875 году на судно дополнительно установили ещё 6-дюймовую пушку. В 1877 году на корвет были вновь установлены гладкоствольные орудия: четыре 36-фунтовые, одна 4-фунтовая и одна 3-фунтовая пушки.

## История службы
Корвет «Память Меркурия» был заложен в Николаевском адмиралтействе 18 (30) декабря 1863 года, спущен на воду 30 августа (11 сентября) 1865 года, а в 1866 году достроен и вступил в строй в составе Черноморской флотилии России. Строительство вёл корабельный мастер штабс-капитан Корпуса корабельных инженеров П. И. Трофимов.
До 1871 года корвет использовался в основном для борьбы с контрабандой и поставками оружия горцам, неоднократно выходил в длительные крейсерства к берегам Кавказа. В 1871 году корвет был перевооружен и вошёл в состав возрождённого Черноморского флота. В 1874 году подвергся капитальному ремонту механизмов, на судно были установлены новые котлы. Несмотря на ремонт, судно уже устарело и в кампании 1877 года участия не принимало.
С началом русско-турецкой войны 1877—1878 годов артиллерия с корвета была снята и передана на мобилизованные у РОПиТ пароходы. Корвет же вновь был вооружен гладкоствольными орудиями и течении всей войны использовался в качестве учебно-артиллерийского судна в Николаеве. В июле 1878 года «Память Меркурия» был переведён в Севастополь, и с начала августа того же года использовался для транспортировки отрядов Кавказской армии в Батум.
В октябре корвет был переведён в состав Дунайской флотилии, где заменил возвращенный РОПиТ пароход «Ворон». Здесь к нему были приписаны доставленные с Балтики миноноски «Карабин» и «Кефаль», команды которых комплектовались из экипажа корвета. 3 (15) ноября корвет прибыл в Сулину, где использовался в качестве стационера. К середине марта 1879 года корвет вернулся в Николаев и вошел в состав Практического отряда, а  11 (23) июня, после инспекторского смотра, ушёл в самостоятельное практическое плавание. С юнкерами на боту корвет посетил Севастополь, Ялту, Феодосию и Керчь. После прибытия на севастопольский рейд 15 (27) июля того же года, в составе отряда совершил плавание в Феодосию с заходом в Ялту и вернулся в Севастополь.
20 августа (1 сентября) отряд ушёл в Одессу, куда 25 августа (6 сентября) на яхте «Штандарт» прибыл Александр II и, уже в сопровождении отряда отправился в Ялту. В Севастополь корабли отряда вернулись 31 августа (12 сентября), после чего продолжили практическое плавание, продолжавшееся до 28 сентября (10 октября). Однако уже 4 (16) сентября было принято решение о передаче корвета «Память Меркурия» на хранение Николаевскому порту. В связи чем 8 (20) декабря 1879 года корвет был разоружен и сдан на хранение портовым властям.
9 (21) апреля 1883 года корвет был исключен из списков судов флота и, поскольку корпус судна находился в хорошем состоянии, переоборудован блокшив, представлявший собой плавучую тюрьму на 40 камер. В качестве плавучей тюрьмы судно прослужило до 1910 года, после чего было сдано на слом.

## Командиры
- 14 июля 1869[5] — 19 окт. 1870[6] капитан-лейтенант Юрьев Дмитрий Федорович